# Tensei Shitara Slime Datta Ken
Tensei Shitara Slime Datta Ken (転生したらスライムだった件, Tensei Shitara Suraimu Datta Ken) também conhecido como TenSura (転スラ) ou Slime Isekai é uma série de light novels de fantasia japonesa escrita por Fuse e ilustrada por Mitz Vah. Ele foi serializado online entre 2013 e 2016 no site de publicação de light novels Shōsetsuka ni Narō. Foi adquirido pela Micro Magazine, que publicou o primeiro volume de light novel em 2014. Vinte e dois volumes foram lançados em janeiro de 2025. recebeu uma adaptação de mangá publicada pela Kodansha junto com três spin-offs de mangá publicados respectivamente pela Micro Magazine e Kodansha e uma adaptação de série de anime para televisão feita pela 8-Bit, que foi ao ar de outubro de 2018 a março de 2019.
Uma segunda temporada da série de anime estava programada para estrear em outubro de 2020, mas foi adiado para janeiro de 2021 devido ao COVID-19, e uma adaptação para anime do segundo mangá spin-off foi programada para estrear em janeiro de 2021, mas foi adiada para abril de 2021 devido às mesmas circunstâncias. A terceira temporada do anime foi ao ar em 5 de abril de 2024 até 27 de setembro de 2024; nessa última data, também foi anunciado a produção da 4ª temporada do anime e um segundo filme, embora não tenha sido revelado se este filme será canônico ou não.

## Sinopse
Satoru Mikami é um funcionário corporativo comum de 37 anos que mora em Tóquio. Ele está quase contente com sua vida monótona, apesar do fato de não ter namorada. Durante um encontro casual com seu colega, um agressor surge do nada e o esfaqueia. Enquanto sucumbia aos ferimentos, uma voz misteriosa ecoa em sua mente e recita uma série de comandos que ele não conseguia entender.[carece de fontes?]
Depois de recuperar a consciência, Satoru descobre que reencarnou como Slime em um mundo desconhecido. Ao mesmo tempo, ele também adquire novas habilidades, particularmente a habilidade chamada "Predador", que lhe permite devorar qualquer coisa e imitar sua aparência e habilidades. Ele se depara com Veldora, um 'Dragão da Tempestade' do nível Catástrofe, que foi selado por 300 anos por reduzir uma cidade a cinzas. Sentindo pena dele, Satoru torna-se amigo do dragão, prometendo ajudá-lo a destruir o selo. Em troca, Veldora concede a ele o nome de Rimuru Tempest, para conceder-lhe proteção divina.[carece de fontes?]
Agora livre de sua vida passada obsoleta, Rimuru embarca em uma missão para provar seu valor. À medida que ele começa a se acostumar com seu físico atual, a notícia de suas estranhas realizações começa a se espalhar como um incêndio em todo o mundo, mudando seu destino completamente.[carece de fontes?]

## Midias

### Light novels
A Fuse originalmente serializou a série como uma Light novel no site Shōsetsuka ni Narō entre 20 de fevereiro de 2013 e 1 de janeiro de 2016. A série foi adquirida para publicação impressa pela Micro Magazine, que publicou o primeiro light novel, com ilustrações de Mitz Vah, sob seu GC Novels em maio de 2014. Em 15 de abril de 2017, a editora inglesa Yen Press anunciou durante seu painel na Sakura-Con que havia licenciado a série para lançamento na América do Norte.

### Mangá
Taiki Kawakami lançou uma adaptação do mangá na revista shōnen de mangá de Kodansha, Monthly Shōnen Sirius, em 26 de março de 2015. A Kodansha USA anunciou sua licença do mangá durante seu painel na New York Comic Con em 6 de outubro de 2016. Um mangá derivado, intitulado That Time I Got Reincarnated as a Slime: How Monsters Walk (転生したらスライムだった件～魔物の国の歩き方～, Tensei Shitara Suraimu Datta Ken: Mamono no Arukikata) , com art. Okagiri, foi serializado no site Comic Ride da Micro Magazine desde 28 de julho de 2016. Um segundo mangá derivado, intitulado The Slime Diaries: That Time I Got Reincarnated as a Slime (転スラ日記 転生したらスライムだった件, Tensura Nikki: Tensei Shitara Suraimu Datta Ken), com arte de Shiba, foi serializado em Revista shōnen de mangá da Kodansha, Monthly Shōnen Sirius, desde março de 2018, compilada em três volumes em novembro de 2019 e licenciada em inglês pela Kodansha USA . Um terceiro mangá  intitulado That Time I Got Reincarnated (Again!) as a Workaholic Slime (転生しても社畜だった件, Tensei Shitara Shachiku Datta Ken)  e ilustrado por Shizuku Akechi começou a serialização no site Niconico em 26 de setembro de 2018, e foi compilado em um volume em 9 de julho de 2019. Em 3 de junho de 2020, a Kodansha EUA anunciou que licenciou That Time I Got Reincarnated (de novo!) Como Workaholic Slime.

### Anime
Uma adaptação de série de anime para televisão foi ao ar de 2 de outubro de 2018 a 19 de março de 2019 no Tokyo MX e outros canais.  A série é animada por 8-Bit e dirigida por Yasuhito Kikuchi, com Atsushi Nakayama como assistente de direção, Kazuyuki Fudeyasu cuidando da composição da série, Ryouma Ebata projetando os personagens e Takahiro Kishida fornecendo designs de monstros . Elements Garden está compondo a música da série. O primeiro tema de abertura é "História sem nome" interpretada por Takuma Terashima, enquanto o primeiro tema de encerramento é "Outra colônia" interpretada por True . O segundo tema de abertura é "Megurumono" (メグルモノ)  executado por Terashima, enquanto o segundo tema de encerramento é "Little Soldier" (リトルソルジャー, Ritoru Sorujā)  executado por Azusa Tadokoro . A série é transmitida simultaneamente pela Crunchyroll com Funimation transmitindo um dub em inglês enquanto vai ao ar. A primeira temporada teve 24 episódios. Um DVD de animação original foi originalmente programado para ser lançado em 29 de março de 2019, junto com o 11º volume do mangá, mas foi adiado para 4 de dezembro de 2019, junto com o 13º volume do mangá. Um segundo DVD de animação original foi lançado em 9 de julho de 2019, junto com o 12º volume do mangá. Mais três DVDs de animação original foram anunciados, com o terceiro OAD sendo lançado em 27 de março de 2020, junto com o 14º volume do mangá. O quarto OAD está sendo empacotado com o 15º volume do mangá, que foi lançado em 9 de julho de 2020. O quinto OAD virá com o 16º volume do mangá, que será lançado em 9 de novembro de 2020.
Uma segunda temporada foi anunciada, com estreia programada para outubro de 2020, mas foi adiada para 12 de janeiro (também 5 de janeiro, a considerar o episódio piloto revisando a primeira temporada) de 2021 devido aos efeitos do COVID-19 no Japão. Em um comunicado oficial, o comitê de produção de anime explicou que estavam "prosseguindo com a produção com um período de preparação suficiente", mas o "anúncio [do estado de emergência no Japão] teve um grande impacto no cronograma de produção originalmente planejado", então eles decidiram para adiar a segunda temporada. A segunda temporada é um anime split-cour e a segunda metade foi adiada de abril de 2021 a julho de 2021. 8-Bit ainda vai animar a série, com a equipe e os membros do elenco reprisando seus papéis. O tema de abertura é "Narrador" interpretado por True, enquanto o tema de encerramento é interpretado pela STEREO DIVE FOUNDATION.
Uma série de anime baseada em Slime Diaries: That Time I Got Reincarnated como um Slime manga foi agendada para estrear em janeiro de 2021, mas também foi adiada para abril de 2021 devido ao COVID-19. 8-Bit também animará a série, com Yuji Ikuhara dirigindo a série, Kotatsumikan escrevendo o roteiro, Risa Takai e Atsushi Irie como designers de personagens e RON compondo a música.

## Personagens

### Rimuru Tempest
"Grande Lorde Demônio" Rimuru Tempest 「"大魔王" リムル・テンペスト, "Dai Maō" Rimuru Tenpesuto」,antigamente era um humano normal chamado Satoru Mikami, mas foi esfaqueado e morto, onde renasceu como um slime, é o principal protagonista de Tensei Shitara Slime Datta Ken.
Um parceiro e melhor amigo do Dragão Verdadeiro Veldora Tempest, Rimuru é o fundador e Rei do país dos monstros Tempest da Grande Floresta de Jura. Ele é considerado um dos mais poderosos Lordes Demônios entre os poderosos Lordes Demônios das Oito Estrelas se não o mais forte. Ele é o mais Forte Lorde Demônio que já existiu e também o único apropriado Grande Lorde Demônio atualmente. Consistindo de Doze Lordes Demônios nomeados Subordinados sob o seu comando.

### Veldora Tempest
"Dragão da Tempestade" Veldora Tempest 「”暴風龍” ヴェルドラ・テンペスト, "Boufuu Ryuu" Verudora Tenpesuto」 é o quarto Dragão Verdadeiro nascido. Ele está conectado com Rimuru Tempest por um acordo e sua capacidade de vínculo enquanto ele habitava seu estômago. Ele era conhecido por atacar aqui e ali. Ele foi o único a nomear Rimuru, concedendo-lhe a Proteção Divina da Crista da Tempestade, enquanto Rimuru deu a ambos os seus sobrenomes como um símbolo de seu status como iguais.

### Diablo
"Lorde Demônio" Diablo 「 ディアブロ,  Diaburo」, anteriormente conhecido como Progenitor Preto Noir, é um dos sete Demônios Progenitor e também o único subordinado a ser nomeado por Rimuru Tempest em sua sétima ocasião de nomeação; ou seja, ele não fazia parte de um grupo quando foi nomeado.
Originalmente um Arqui Demônio que foi invocado durante a ascensão de Rimuru para um Lorde Demônio, ele ficou absolutamente encantado com os vastos poderes de Rimuru e desejou servi-lo mesmo após a tarefa ter sido completada. Ele adora Rimuru como um Deus e constantemente compete contra Shion para ser seu mais próximo assistente e subordinado número um. Ele também é possivelmente o único subordinado a receber atualizações de habilidades do mesmo atributo que Rimuru (Inutilidade) diretamente dele.
Ele também é o líder fundador dos Black Numbers, a corporação pessoal de Rimuru, que é a corporação mais poderosa de Tempest, mesmo que seja o menor. Mais tarde, ele recebeu o Título de um "Lorde" como um dos Doze Patronos de Rimuru e mantém a posição como um de seus três mais fortes subordinados, ao lado de Benimaru e Zegion. Devido à sua capacidade de gerenciar os outros, ele foi instalado como vice-rei de Tempest.

## Recepção
A série light novel tem mais de 4,5 milhões de volumes impressos. Foi o quinto título mais vendido de 2018 com 539.277 e sua adaptação mangá foi o nono título mais vendido de 2018 com 3.460.066 cópias. Também se tornou a primeira série de mangá baseada em um romance leve, com pelo menos 20 milhões de cópias impressas.
A novela leve ficou em oitavo lugar em 2017 no livro-guia anual de novelas leves de Takarajimasha Kono Light Novel ga Sugoi!, na categoria tankōbon . Ele ficou em sexto lugar em 2018 e em quinto lugar em 2019.
Em 2019, Rimuru Tempest ganhou o prêmio de Melhor Protagonista no Crunchyroll Anime Awards.

## Prêmios
A adaptação do mangá ganhou o prêmio Bookwalker de 2018. O light novel e anime também receberam reconhecimentos.